# Fracta
Fractaは、アメリカ合衆国カリフォルニア州シリコンバレーにある、ソフトウェア技術ベンチャー企業。
AI（人工知能）による機械学習を用いた各種インフラの劣化状況を予測するソフトウェアサービスを提供している。

## 沿革
- 2015年　アメリカ合衆国カリフォルニア州シリコンバレーにて加藤崇を中心に創業[1]
- 2016年　「クレイジーで行こう」のオリジナル連載開始[2]
- 2018年3月　米国での初の契約
- 2018年5月　栗田工業と資本提携[3]
- 2018年10月　東急電鉄とのPoCを開始[4]
- 2018年10月　メタウォーターとのPoCを開始[5]
- 2018年10月　日本鋳鉄管とのPoCを開始[6]
- 2019年5月　丸紅との英国展開を開始[7]
- 2019年7月　東邦ガスとの共同開発を開始[8]
- 2020年5月　社会インフラ領域におけるデジタル技術を専業とするFracta Leap株式会社を設立[9]

## 事業内容
- 水道管、ガス管などのインフラの劣化予測をするためのソフトウエアサービスの提供

## 製品・技術
- 水道向け Fracta LOF（Likelihood of Failure）[10]
AI/機械学習による水道管破損/漏水の「確率予測」向けソフトウェア
- 水道向け Fracta COF・BRE（Consequence of Failure,Bussiness Risk Exposure）[10]
水道管破損/漏水の「リスク金額予測」向けソフトウェア

## 事業所
- アメリカ合衆国シリコンバレー - 本社
- 渋谷オフィス - Fracta Japan株式会社（Fracta 日本法人）
- 川崎オフィス・ラボ - Fracta Leap株式会社

## 関連会社
- Fracta Inc.
- Fracta Japan株式会社
- Fracta Leap株式会社
- 栗田工業

## メディア露出
- 2019年8月7日　日経スペシャル未来世紀ジパング（テレビ東京）
- 2019年11月　CNBC×日本政府特設サイト
- 2020年1月22日　おはよう日本　水道管パニック ～救世主は“日本発”ベンチャー～　（NHK）
- 2020年１月23日　ニュースウォッチ９　相次ぐ水道管の事故 　事業見直しをどう進めるか？（NHK）
- 2020年4月 「Dooo「グーグルに会社を売った日本人が語る“クレイジーな人たちが世界を変える”」